# Người Shor
Người Shor hay Shorian (tiếng Shor: шор-кижи, Shor-kizhi) là dân tộc thuộc nhóm Các dân tộc Turk, phần lớn cư trú ở tỉnh Kemerovo, Liên bang Nga.
Hầu hết người Shor sống ở lưu vực sông Tom, dọc theo sông Kondoma và sông Mras-Su. Trong lịch sử, vùng này được gọi là "Vùng núi Shoria". Người Shor cũng sống ở Khakassia và Cộng hòa Altai. Theo điều tra dân số năm 2002, có 13.975 người Shor ở Nga. Trước đây có 12.601 vào năm 1926, 16.042 vào năm 1939, 14.938 vào năm 1959, 15.950 vào năm 1970, 15.182 vào năm 1979 và 15.745 vào năm 1989).
Theo Joshua Project người Shor được xếp loại là "Tatar, Shorian", năm 2019 có tổng dân số 13.800 người, cư trú ở 3 nước, chủ yếu là ở Nga có 13.000 người, Uzbekistan có ≈500 người và Kazakhstan có ≈300 người.
Người Shor tự gọi dân tốc mình là "Шор" (Shor). Trong một số tài liệu của thế kỷ 17 và 18 họ còn được gọi là Kuznetskie Tatar (кузнецкие татары), Kondoma Tatar (кондомские татары), Mras-Su Tatar (мрасские татары).
Người Shor nói tiếng Shor, một ngôn ngữ thuộc Ngữ hệ Turk.
Hầu hết người Shor hiện nay theo Chính thống giáo phương Đông , và một số theo tín ngưỡng truyền thống là Shaman giáo hoặc Vật linh.